# 나타라자사나

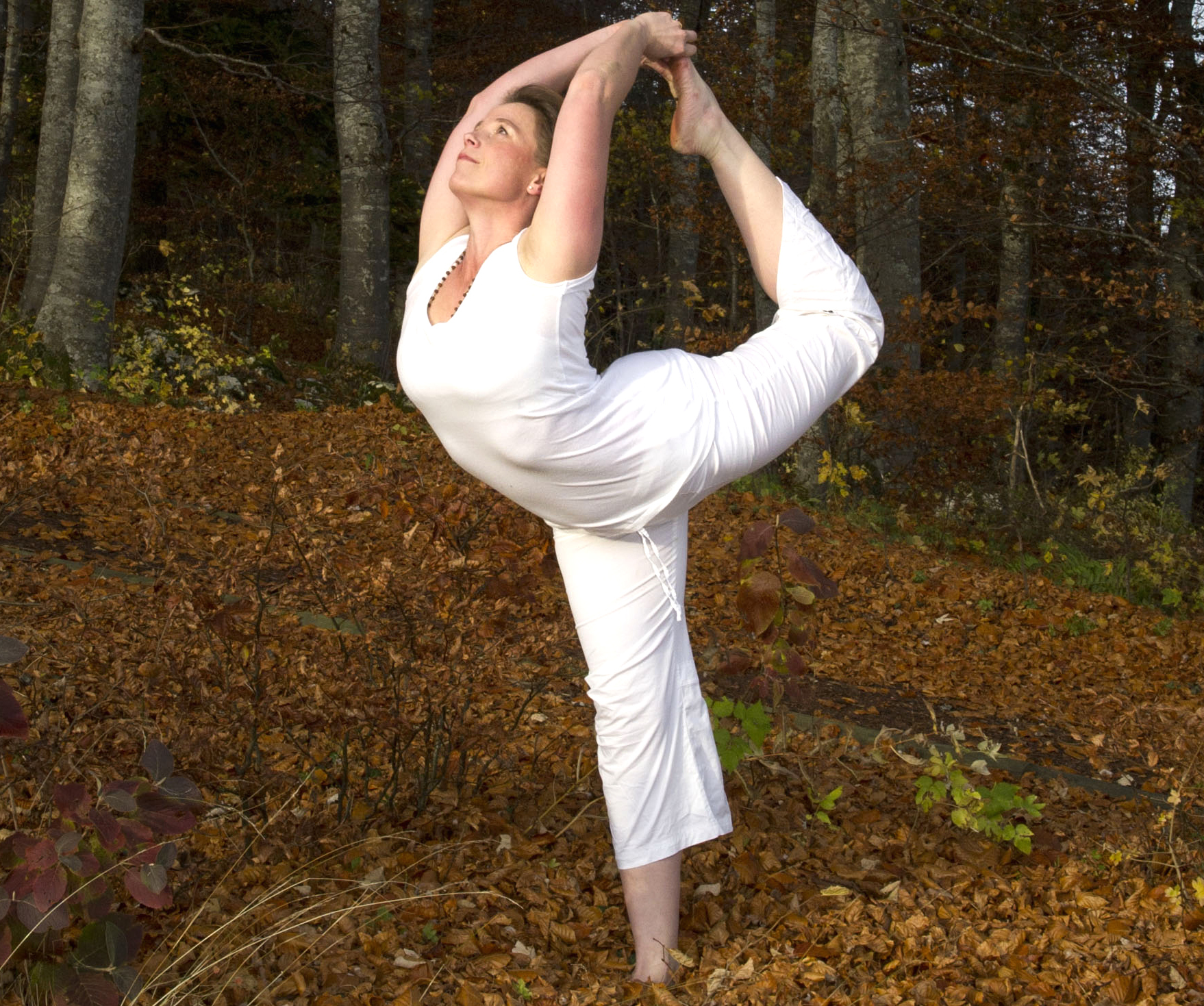
나타라자사나

나타라자사나는 요가의 아사나 중의 하나로서, 춤의 왕 자세이다. 여기서 "나타"는 춤추는 자를, "라자"는 "왕"을 뜻한다.

## 참조
1. ↑  “Yoga Journal - Lord of the Dance Pose”. 2011년 4월 9일에 확인함.
2. ↑  Gerstein, Nancy (2008년 8월 12일). 《Guiding Yoga's Light: Lessons for Yoga Teachers》. Human Kinetics. 118–쪽. ISBN 978-0-7360-7428-5. 2011년 6월 25일에 확인함.